# Линко, Александр Кельсиевич
Александр Кельсиевич Линко (18 августа 1872—4 сентября 1912) — русский зоолог, специалист по планктону и гидроидам, исследователь Баренцева моря.

## Биография
Родился в Каргополе, в семье чиновника. Поступил в Санкт-Петербургский императорский университет в 1892 году. В 1897 году выпускник  зоотомического кабинета естественного отделения физико-математического факультета этого университета. Служил ассистентом Военно-медицинской академии. Присвоен чин коллежского советника.
Исследования на севере начал как лаборант Соловецкой биологической станции, в то время являвшейся первым естественно-научным учреждением в этом регионе. Там он изучал пресноводную фауну в 23 внутренних соловецких озерах.
Летом 1899 года А. К. Линко совместно с Д. Д. Педашенко было поручено закрыть Соловецкую станцию и перевести её имущество на Мурман. В августе 1899 все участники переезда вернулись в Петербург, а Линко остался на месте будущей станции наблюдать за постройкой её здания. В течение первых 4-х лет на его долю выпало испытывать все неудобства, связанные с жизнью и научною работою в строящемся здании. Он провёл исследования во время летних полевых сезонов 1900—1902 годов на Мурманской биологической станции. С 1899 года являлся фактически заведующим этой станцией. В 1902—1908 годах занимал должность ассистента Мурманской научно-промысловой экспедиции под руководством Л. Л. Брейтфуса. Участвовал в подготовке и организации издания Трудов экспедиции.
Его работа 1907 года была первой отечественной сводкой, посвященной планктону моря. Ему удалось показать, что Calanus finmarchicus, главный пищевой объект сельди, одновременно является индикатором водных масс, пришедших из Атлантики.
По мнению Н. М. Адрова, Линко «в своих фундаментальных работах 1906—1913 гг. он поднял массу проблем, которые могли быть разрешены только в будущем, а главное — осуществил первую попытку создания специальной количественной шкалы для оценки биопродуктивности» моря.
Со 28 ноября 1908 года получил должность сверхштатного зоолога Зоологического музея в Санкт-Петербурге, заведовал  IV-м отделением  беспозвоночных. Поступив на работу в Зоологический музей, подготовил и опубликовал два тома в престижной серии «Фауна России и сопредельных стран», которые были соответственно вторым и третьим выпусками серии.
Умер от болезни почек и похоронен на Смоленском кладбище в Санкт-Петербурге.
После смерти Линко  2-й том его работы по гидроидам для "Фауны России" остался не завершенным. Из намеченных в этом томе семейств Plumulariidae, Campanulinidae и Sertulariidae было не законченным последнее, а именно не напечатан род Sertularia. Второй выпуск второго тома по гидроидам был завершён Н. В. Куделиным и опубликован в 1914 году.

## Таксоны, описанные А. К. Линко
- Amphicodon gravidum Linko, 1905 — синоним Hybocodon prolifer L. Agassiz, 1860
- Bosminopsis zernowi Linko, 1901
- Euphysa tentaculata Linko, 1905
- Sarsia barentsi Linko, 1905 — синоним Sarsia tubulosa (M. Sars, 1835)

## Научные труды
- Линко А. К. О строении органов зрения (ocelli) у гидроидных медуз. // Прот. СПБ. Общ. Ест. 1897.
- Линко А. К. Материалы к фауне Онежского озера. // Тр. С.-петерб. об-ва естествоиспытателей. – 1898. – Т. 29, вып. 1. – С. 246–258.
- Linko A., 1900. [?] // Trav. Soc. Imp. Nat. St.-Petersbourg, Tome XXIX, livr. 4 (1899), p. 137.
- Линко А. К. Отчёт о состоянии и деятельности биологической станции Императорского С.-Петербургского Общества естествоиспытателей в Екатерининском порте на Мурмане за 1899 год, с приложением списка медуз и ктенофор, найденных в районе деятельности станции. // Тр. Имп. СПбОЕ. – 1900. – вып. 31. – С. 74–82.
- Линко А. К. Материалы к фауне Phyllopoda Европейской России // Тр. Импер. С.-Петерб. о-ва естествоиспытателей. 1901.-31, вып. 4.- С. 65-81.
- Линко А. К. Кладоцера Белозера и некоторых других с ним соседних // Из Никольского рыбзавода. Вологда, 1903. No 7
- Linko A. K. 1905. Zoologische Studien im Barents-Meere. Auf Grund der Untersuchungen der wissenschaftlichen Murman-Expedition. Zoologischer Anzeiger 28(6): 210—220.
- Линко А. К. Исследования над составом и жизнью планктона Баренцева моря; Ком. для помощи поморам Рус. Севера. — Санкт-Петербург : Русская скоропечатня, 1907. — (Экспедиция для научно-промысловых исследований у берегов Мурмана).
- Линко А. К. Schizopoda русскихъ сѣверныхъ морей. // Извѣстія Императорской Академіи Наукъ. VI серiя, 1:13 (1907),
- Линко А. К. 1911. Фауна России и сопредельных стран. Гидроиды. Том 1. Haleciidae, Lofoeidae, Bonneviellidae и Campanulariidae (Hydroidea). СПб. — 250 с.
- Линко А. К. 1912. Фауна России и сопредельных стран. Гидроиды. Том 2. Plumulariidae, Campanulinidae и Sertulariidae (Hydroidea). Вып. 1. СПб. — 138 с.
- Линко А. К. Планктон близ берегов Западного Мурмана в связи с состоянием промыслов в течение 1903-1905 // Труды Мурманской Научно-Промысловой Экспедиции за 1905 г. СПБ., 1912.
- Линко А. К. Зоопланктон сибирского Ледовитого океана по сборам Русской полярной экспедиции 1900—1903 г. (Доложено в заседании Физ.-мат. отд-ния 24 нояб. 1910 г.). — Санкт-Петербург : тип. Имп. Акад. наук, 1913. — // Записки Императорской Академии наук по Физико-математическому отделению. Научные результаты Русской полярной экспедиции 1900—1903 годов под начальством барона Э. В. Толля, Зоология; Отд. Е; Т. 2, вып. 4; Т. 29, № 4, 58 с.

### Редактирование
- Труды императорского С.-Петербургского общества естествоиспытателей. Том XXXI- Выпуск II. Отделение Зоологии и Физиологии. // Труды общества естествоиспытателей. Ф. Е. Тур и А. К. Линко (ред.) 1901. 81 с.

### Переводы
- Берг Р. С. Курс общей эмбриологии.  Пер. с немецкого Б. В. Сукачев и А. К. Линко, хранители Зоотом. каб. С.-Петерб. ун-та; Под ред. проф. В.М. Шимкевича. СПб. 1900. тип. М. М. Стасюлевича.
- Кюкенталь В. Руководство к практической зоологии; пер. с нем. А. К. Линко ; пер. К. З. Яцута; авт. предисл. В. М. Шимкевич. - СПб. : Изд. П. П. Сойкина, 1901. - 407 с.
- Крепелин К. Биология. Руководство для преподавания биологии и для самообразования.  Перевели Г. А. Клюге и А. К. Линко. СПб.: Издание Брокгауз – Ефрон, 1909. – 362 с.